# Couleur des yeux
 (janvier 2024).

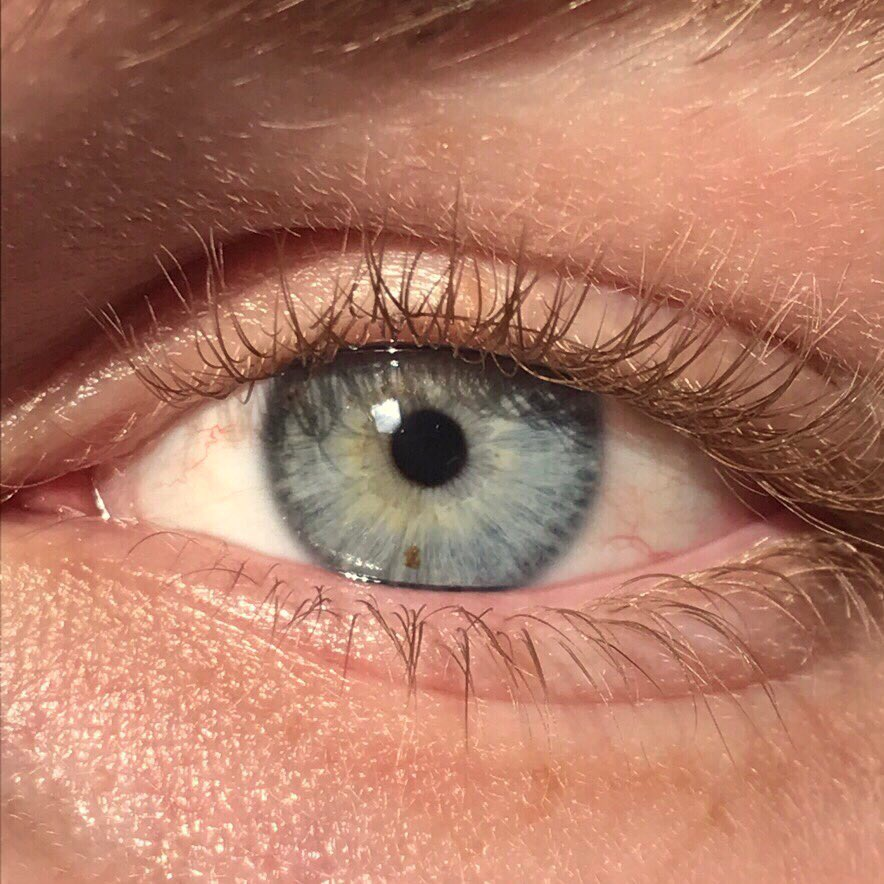
Gros plan d'un iris bleu.

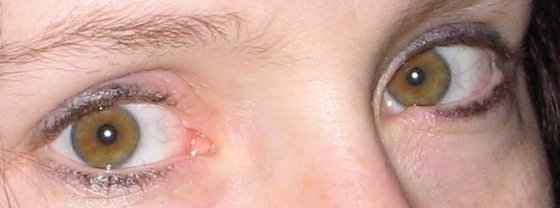
Yeux de couleur ambre.

La couleur des yeux est un caractère  polygénique qui est principalement déterminé par la quantité et le type de pigments présents dans l'iris de l'œil,.
Les humains et les animaux présentent de nombreuses variations phénotypiques relatives à la couleur des yeux. Chez les humains, ces variations de couleur sont dues à la proportion variable d'eumélanine produite par les mélanocytes dans l'iris. Les couleurs chatoyantes des yeux de nombreuses espèces d'oiseaux sont généralement déterminées par d'autres pigments, tels que les ptéridines, les purines, et les caroténoïdes.   
Trois éléments principaux à l'intérieur de l'iris contribuent à sa couleur : la teneur en mélanine de l'épithélium pigmentaire de l'iris, la teneur en mélanine du stroma irien, et la densité cellulaire du stroma irien. Dans les yeux de toutes les couleurs, l'épithélium pigmentaire de l'iris contient le pigment noir appelé eumélanine,. Les variations chromatiques entre différents iris sont généralement attribuées à la teneur de mélanine à l'intérieur du stroma irien. La densité cellulaire à l'intérieur du stroma affecte la quantité de lumière qui est absorbée par l'épithélium pigmentaire.

## Détermination de la couleur des yeux

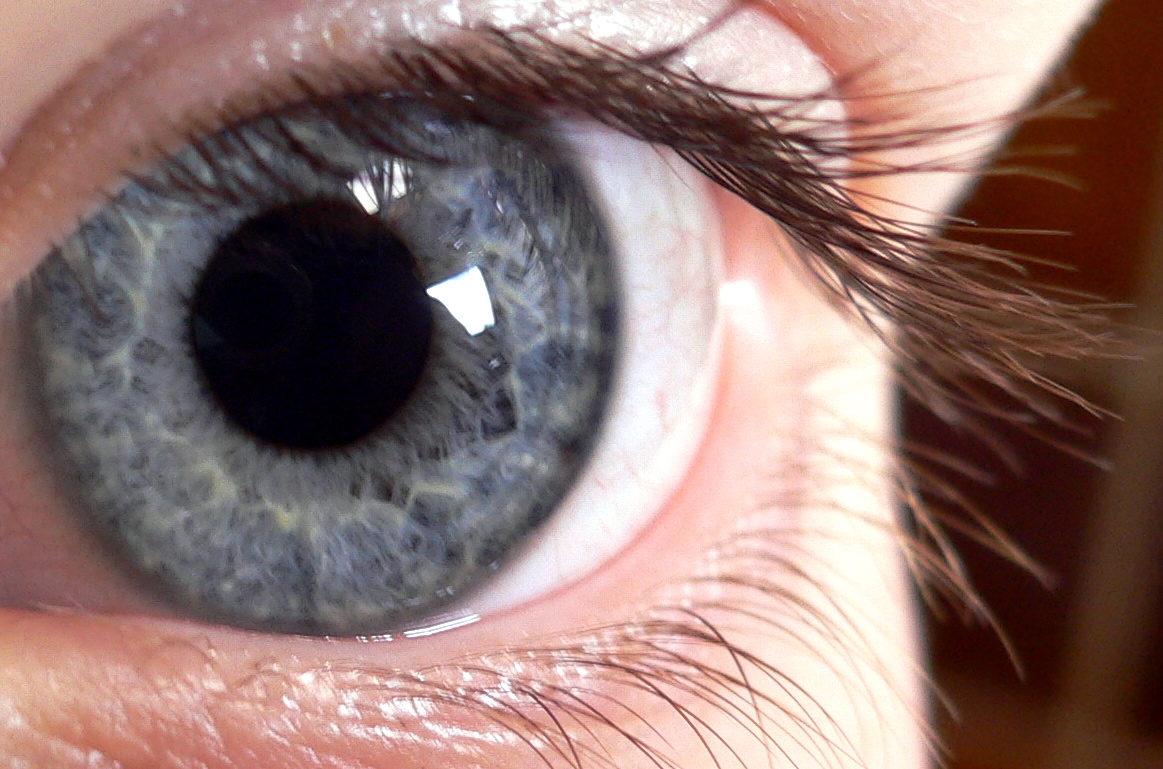
Œil bleu.

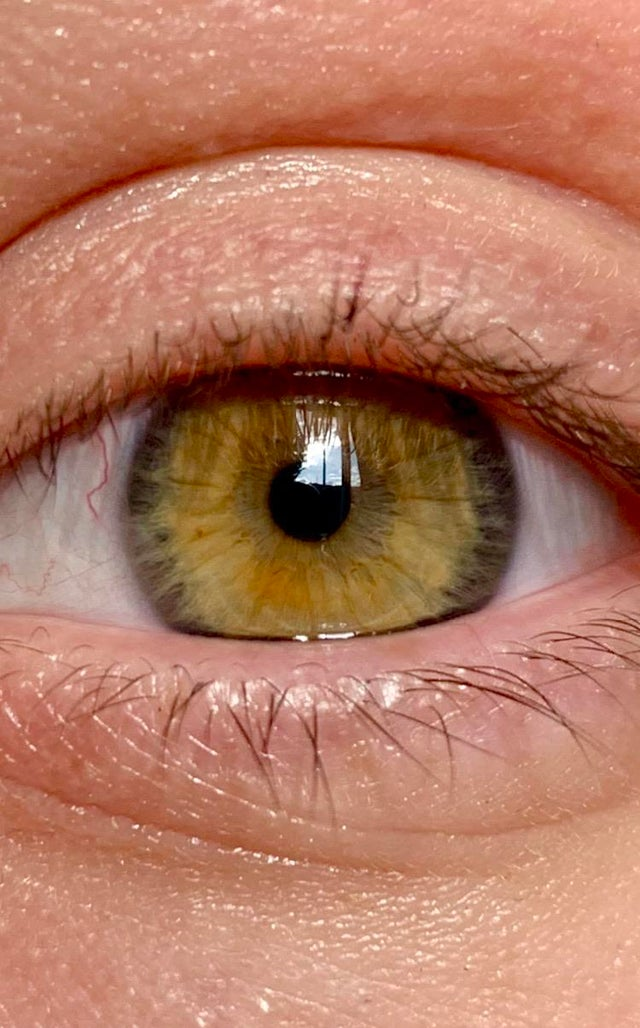
Œil ambre

La couleur des yeux est un caractère héréditaire influencé par plus d'un gène,. Il existe deux gènes majeurs et d'autres plus mineurs qui permettent d'expliquer la variation chromatique des yeux chez l'être humain. 
Chaque gène possède deux allèles, l’un qui provient du père, l’autre de la mère.  Si les deux allèles sont identiques, la caractéristique issue de cet allèle s’exprimera. S’ils sont différents, l’allèle que l’on appelle dominant s’imposera sur l’allèle que l’on appelle récessif, et c’est l’allèle dominant qui donnera sa caractéristique.
Actuellement, chez l'être humain, on connait plusieurs loci associés à la couleur des yeux : EYCL1, EYCL2, EYCL3, et, plus récemment, OCA2 (en). Ces gènes permettent d'expliquer les trois grands types de couleurs phénotypiques des yeux chez l'être humain : marrons (bruns), verts et bleus.

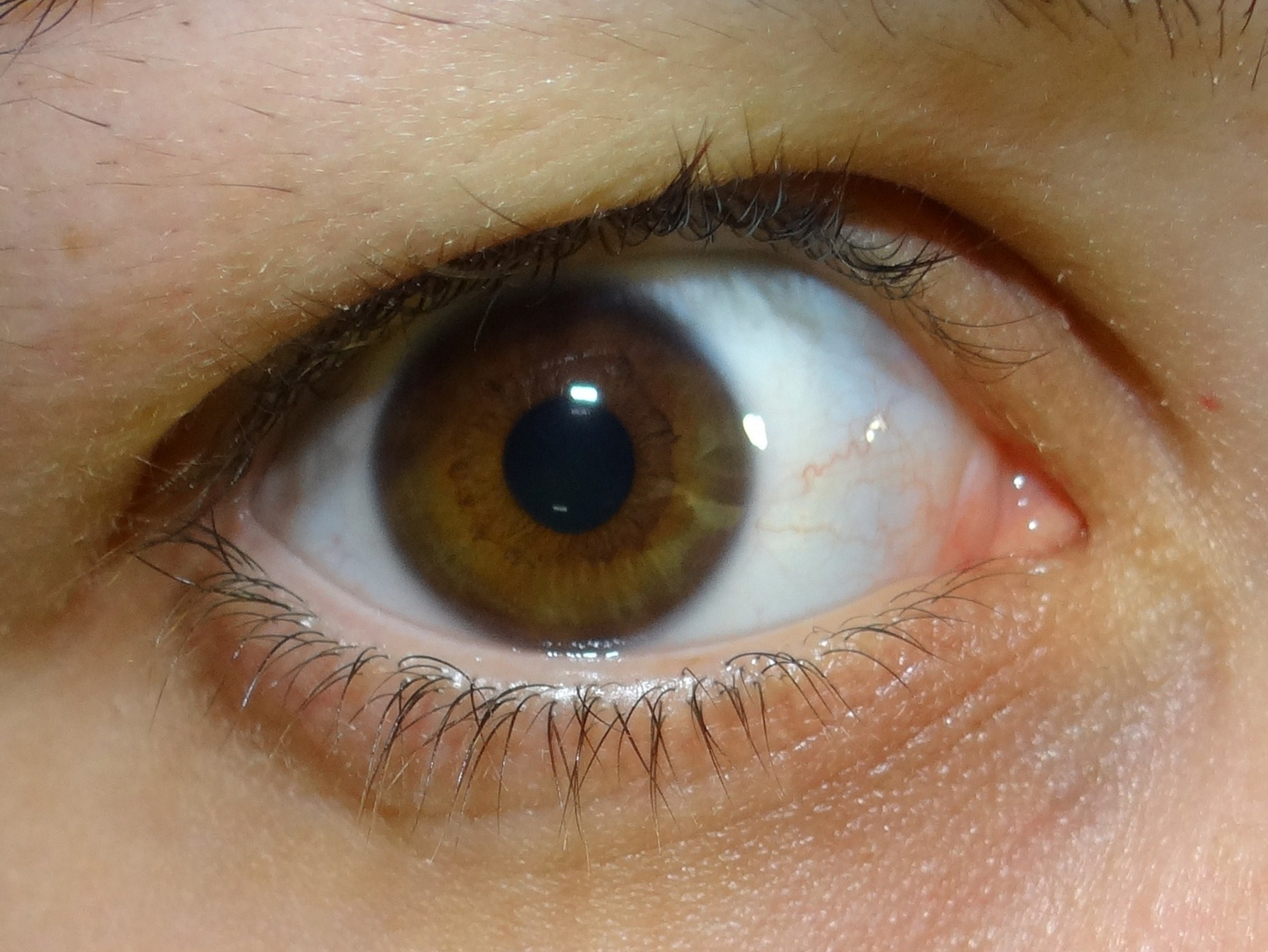
Œil marron (brun).

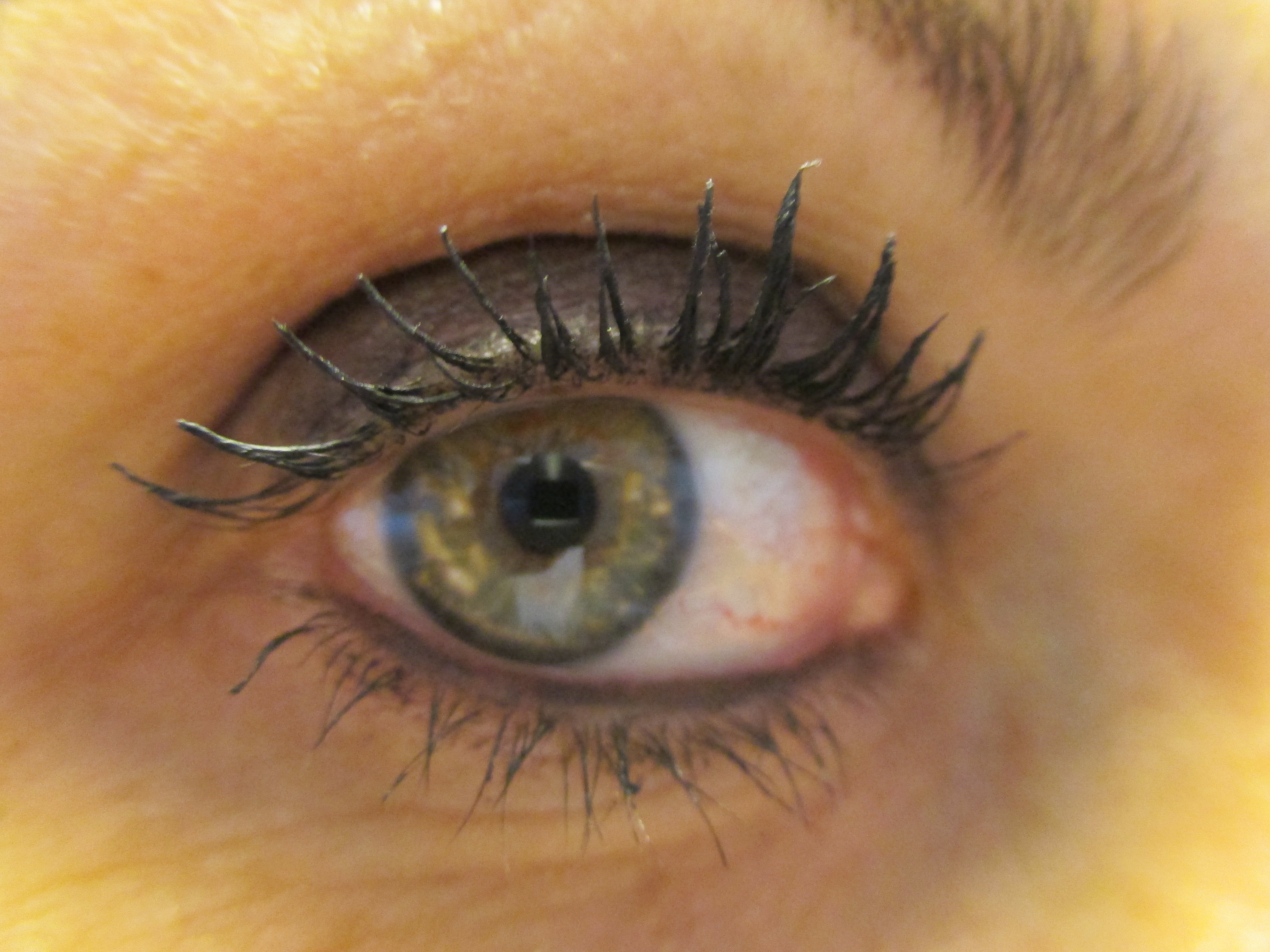
Œil vert.

Il y a cependant des variations dans chaque cas : ainsi, on peut avoir les yeux « noisette » (le marron prédomine mais est mélangé à du bleu et à du vert), bleu-gris, d'un marron plus ou moins soutenu (du châtain, plutôt européen, au brun presque noir, couleur la plus répandue au niveau mondial), etc. La plupart des bébés d'origine africaine ou asiatique ont les yeux marron dès la naissance. 
La couleur des yeux peut être modifiée soit temporairement à l'aide de lentilles de contact colorées, soit de manière définitive, par des instituts spécialisés mais dont le procédé serait risqué.

## Yeux bleus

### Yeux bleus et gènes hérités
La couleur des yeux dépend des gènes des deux parents. 
Le marron étant dominant, un parent ayant des yeux de cette couleur peut néanmoins être porteur d'un allèle « bleu ».
En conséquence, et de façon synthétique :
- Si les deux parents ont les yeux marron la probabilité que les enfants aient des yeux marron est de 75 %[note 1] ;
- Si l'un des deux parents a les yeux marron avec deux allèles « brun » (il est donc homozygote pour ce gène), il est presque certain que l'enfant aura les yeux marron[15] ;
- Si l'un des deux parents a les yeux marron avec un allèle récessif « bleu » et que l'autre a les yeux bleus, la probabilité pour l'enfant d'avoir les yeux marron est de 50 % ;
- Si les deux parents ont les yeux bleus, l'enfant aura les yeux bleus ; en pratique cependant, la couleur des yeux est un caractère complexe (non mendélien), et la probabilité qu'un enfant de deux parents aux yeux bleus n'ait pas les yeux bleus est d'environ 10 %[16].

### Origine de l'allèle bleu

Pourcentage de personnes aux yeux clairs (bleus et verts) en Europe.

La mutation du gène HERC2 à l'origine de la couleur bleue des yeux serait apparue il y a 40 000 ans avant notre ère. Un ancêtre commun aurait porté une mutation génétique spontanée soustrayant l'eumélanine des yeux marron, alors dominants, pour donner du « bleu ». Au fil du temps, la mutation génétique se serait répandue parmi la population jusqu'à devenir aujourd'hui une particularité aux nombreuses variations : bleu-vert, vert, gris.  Néanmoins, la question de l'ancêtre commun reste en suspens car rien n'indique qu'elle soit survenue une seule fois ni qu'elle soit seule en cause.
Plusieurs explications pourraient intervenir dans cette mutation : elle pourrait être due au hasard, à la sélection sexuelle, ou peut-être bien associée au succès d'une peau claire par sélection naturelle, « devenue avantageuse dans les milieux faiblement illuminés ».
Selon une étude, 99.5 % des personnes aux yeux bleus seraient porteuses d'une même mutation génétique héritée d'un ancêtre commun ayant vécu il y a 6 000 à 10 000 ans. La mutation se situe dans une région de 166 kbp du gène HERC2 désactivant l'activité du gène voisin OCA2 (en) qui est impliqué dans la production de mélanine.

### Perception sociale
Dans la Grèce antique, il n'y avait, ni en latin ni en grec, de mot pour qualifier le « bleu » du ciel ou de la mer, décrit « blanc » et « or ». L'emploi du terme « kyaneos » regroupait aussi bien le bleu des yeux que le noir des vêtements de deuil, et « glaukos », qui se référait à la pâleur, s’appliquait aussi bien au bleu qu’au jaune ou au vert.
Dans ces sociétés antiques, cela s'expliquait par la nomination colorée des phénomènes naturels uniquement sur un plan métaphorique. Ainsi le ciel est blanc, rouge ou noir, selon son influence sur la vie des hommes. Dire qu'il est bleu ne revêtait alors pas de sens[réf. souhaitée].
Dans l'Égypte antique, le bleu et le vert sont respectivement, dans leur symbolique, des couleurs d'immortalité ou de renaissance. Les chroniques égyptiennes décrivent sous le nom de Tamhou des mercenaires à la peau et aux yeux clairs, grands et athlétiques. Jean-François Champollion, père de l'égyptologie européenne, écrit : « J’ai honte de le dire, puisque notre race est la dernière et la plus sauvage de la série, les Européens […], ne faisaient pas une trop belle figure dans ce monde. Il faut entendre ici tous les peuples de race blonde et à peau blanche habitant non seulement l’Europe, mais encore l’Asie, leur point de départ […]. Leur vue a toutefois quelque chose de flatteur et de consolant, puisqu’elle nous fait bien apprécier le chemin que nous avons parcouru depuis. »
Dans la Rome antique, avoir les yeux bleus est signe de débauche pour les femmes et de ridicule pour les hommes,.

### Pays avec le plus de personnes aux yeux bleus
Une source mentionne les 17 pays suivants :
- Estonie : 89 % de la population (2019)
- Finlande : 89 %
- Suède : 78 %
- Islande : 75,5 %
- Pays-Bas : 60,9 %
- Danemark : 59,6 %
- Irlande : 57 %
- Norvège : 55 %
- Pologne : 52,5 %
- Écosse : 50 %
- Angleterre : 48 %
- Allemagne : 39,6 %
- Belgique : 28,9 %
- Ukraine : 25 %
- France : 22 %
- États-Unis : 16,6 %
- Espagne : 16,3 %

## Yeux marron (bruns)
Il s'agit d'un allèle dominant. En conséquence, si un des deux parents a un allèle « marron », l'enfant a plus de chance d'avoir les yeux marron.
À titre d'exemple local, le marron est la couleur d'yeux la plus commune en France avec 70 % de la population.[Quand ?]

## Yeux verts
Les yeux verts sont dus à la présence dans l’iris d’un pigment particulier de couleur verte fabriqué par des cellules appelées guanocytes que l’on trouve plus fréquemment chez les autres mammifères (ex. : le chat), alors que le pigment classique est la mélanine qui, en quantité faible, donne les yeux bleus, et, plus la quantité croît, les yeux marron clair puis foncés puis noirs.
Les yeux verts représentent 2 % de la population mondiale et sont de fait la deuxième couleur la plus rare au monde. Bien qu'ils soient plus communs en Europe, ils se retrouvent aussi parmi des groupes variés à travers l'Europe, l'Asie, l'Afrique. Plusieurs civilisations originaires du Caucase ont une population aux yeux verts. Cela est dû au mélange de nombreuses ethnies implantées dans cette région, aussi connue sous le nom de route de la soie.

## Hétérochromie

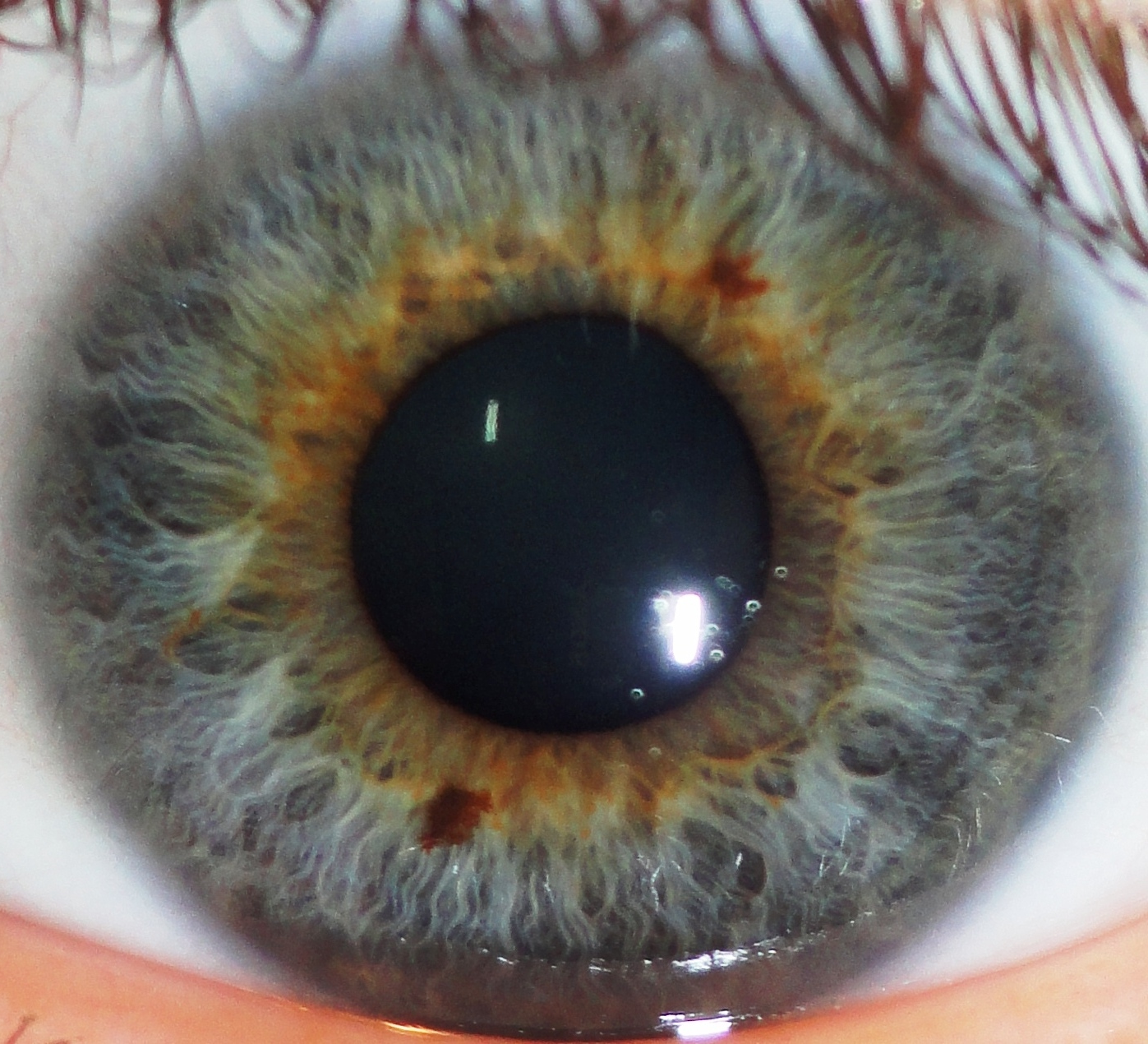
Hétérochromie centrale.

Avoir les yeux vairons signifie avoir les yeux de couleurs différentes. Cette particularité est appelée « hétérochromie ».

## Yeux rouges et violets
Les yeux des personnes souffrant de graves formes d'albinisme peuvent apparaître en rouge sous certaines conditions lumineuses en raison de très faibles quantités de mélanine, qui ne masque plus la forte vascularisation de la choroïde. 
La couleur bleu foncé des yeux de certaines personnes comme Elizabeth Taylor peut être perçue comme violette.

## Mention de la couleur sur le passeport

### Passeport français
La mention de la couleur des yeux est obligatoire sur un passeport français. Les précisions « foncé » ou « clair » ne sont pas admises et seules les couleurs suivantes sont acceptées : albinos, bleue, bleu-gris, bleu-vert, grise, gris-vert, marron, marron-vert, noire, noisette, pers (bleu-vert foncé), vairon (pour les yeux de couleurs différentes), verte.